# Ulung

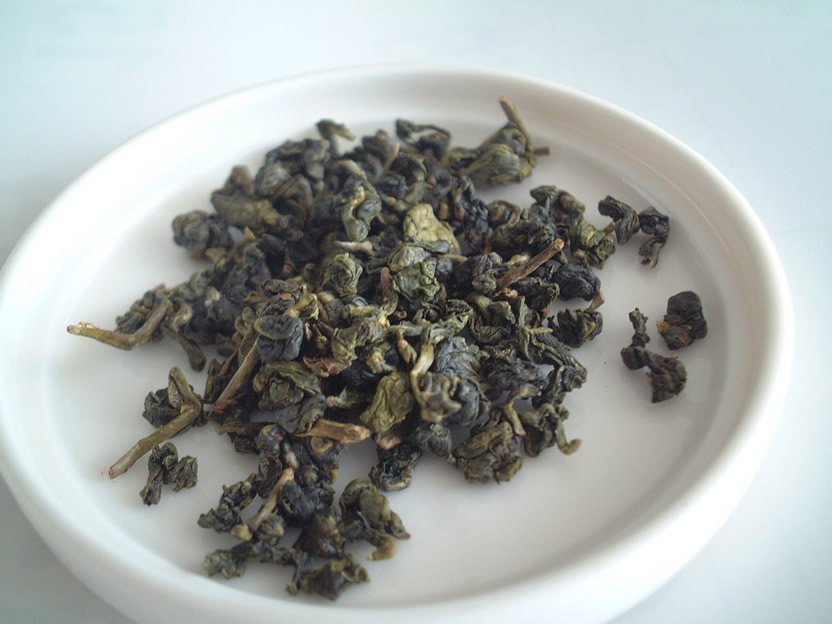
Herbata ulung zwinięta w kulki

Oolong (ulung, zwana też herbatą niebieskozieloną, szmaragdową, turkusową, wulung, bohea, bohe, bou; chiń. upr. 乌龙; chiń. trad. 烏龍; pinyin wūlóng) – rodzaj półoksydowanej herbaty z Chin (prowincje Fujian i Guangdong) oraz północnej i północno-wschodniej części Tajwanu. Znane są też ulungi z Indii, Nepalu, Wietnamu i innych krajów.
Herbatę ulung można rozpoznać po barwie zaparzonego liścia – jego ciemniejsze brzegi, które uległy procesowi oksydacji, przypominają liść czarnej herbaty, pozostała, znacznie jaśniejsza część liścia, wygląda jak liść herbaty zielonej.

## Obróbka ulung
W celu uzyskania unikalnego aromatu i smaku, herbata ulung zostaje poddana kilku procesom. Obróbka typowej ulung odbywa się według następujących etapów:
- Więdnięcie (萎凋; wěidiāo) na słońcu lub wietrze, w celu częściowego usunięcia wilgoci z liści
- Chłodzenie w zacienionym miejscu
- Yaoqing (摇青; yáoqīng) – lekkie podrzucanie listków, aby wykruszyć krawędzie, w celu stworzenia większej powierzchni utleniania (Etapy chłodzenia i yaoqing powtarzane są wiele razy)
- Shaqing (杀青; shāqīng) – najlepsze listki są zazwyczaj podpiekane w dużym garnku, obróbka na szeroką skalę odbywa się mechanicznie. Niniejsza procedura służy zatrzymaniu utleniania wysoką temperaturą
- Rouqing (揉青; róuqīng) – przed całkowitym odprowadzeniem wody listki zwijane są na kształt nitek lub bryłek
- Prażenie w niskiej temperaturze, aby osuszyć listki. Ten etap można powtarzać, zmieniając temperaturę w celu modyfikacji smaku
- Ocena jakości
- Pakowanie

## Klasyfikacja i ocena
Znawcy klasyfikują herbatę pod względem jej aromatu (często kwiatowego lub owocowego), smaku i posmaku. Podczas gdy wiele rodzajów ulung można używać natychmiast po procesie obróbki, jakość niektórych wzrasta znacznie przez długie dojrzewanie podczas delikatnego prażenia na niewielkim płomieniu węgla drzewnego (烘培, pinyin: hōngpeì, dosłownie: suche prażenie na ogniu). Przed prażeniem listki herbaty ulung są zwijane i lekko zgniatane, aby ich otwarte ścianki stymulowały aktywność enzymatyczną. Proces prażenia usuwa niepożądany zapach z herbaty, zmniejszając również kwaśny i cierpki smak. Ponadto uważa się, że dzięki temu herbata ulung jest łagodniejsza dla żołądka.

## Produkcja i rodzaje ulung

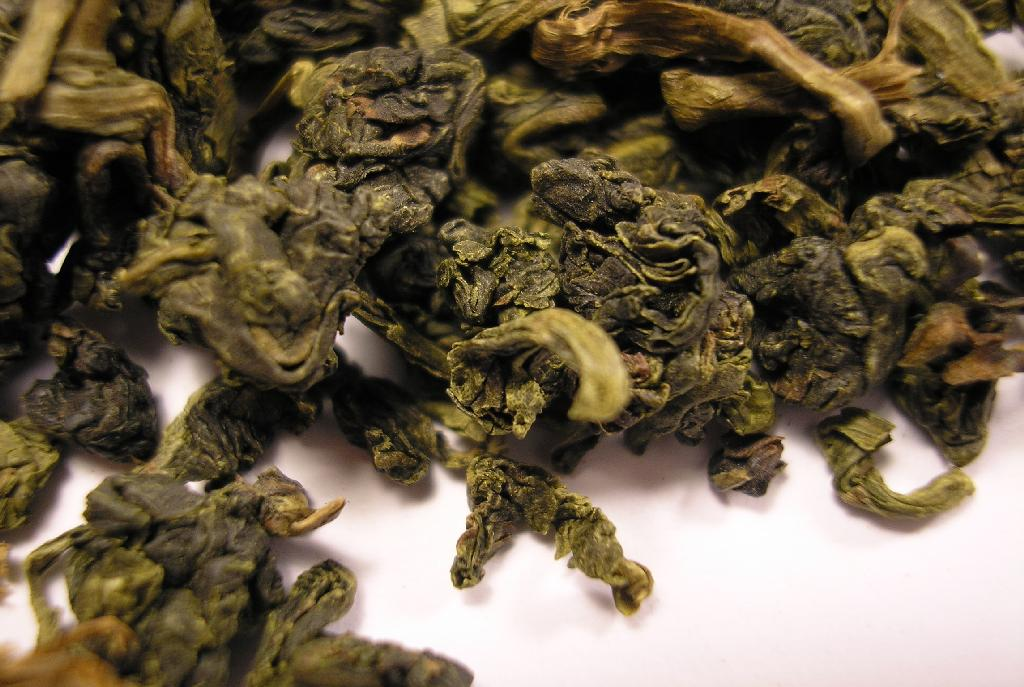
Liście herbaty Wuyi Huang Guan Yin

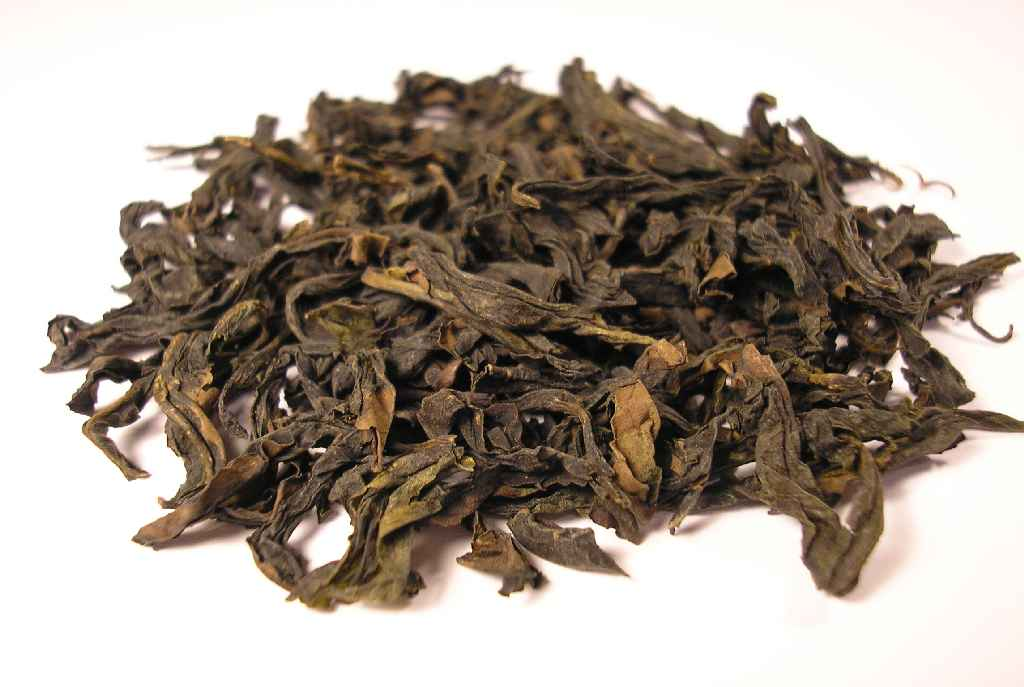
Liście herbaty Wuyi Qi Lan

Najpopularniejsze i najdroższe z herbat ulung produkowane są w Chinach, Fújiàn, Wǔyí (武夷岩茶, Wǔyí yán chá), lecz produkcja w dalszym ciągu uznawana jest za organiczną. Jedne z najbardziej znanych herbat Wǔyí to:
- Dà Hóng Páo (大红袍) – po chińsku: Duża Czerwona Szata, wysoce ceniona oraz Si Da Ming Cong (四大名樅, dosłownie: Cztery Duże Krzewy). Jest to również jedna z dwóch herbat ulung, wprowadzających ten rodzaj na listę najsłynniejszych chińskich herbat
- Shuǐ Jīn Guī (水金亀) – po chińsku: Złoty Żółw Wodny, herbata rodzaju Si Da Ming Cong
- Tiě Luó Hàn (鉄羅漢) – po chińsku: Żelazny Mnich, herbata rodzaju Si Da Ming Cong
- Bái Jī Guān (白鸡冠) – po chińsku: Biały Koguci Grzebień, herbata rodzaju Si Da Ming Cong, delikatna o jasnych, żółtawych listkach
- Ròu Guì (肉桂) – po chińsku: Cynamon, ciemna herbata o pikantnym aromacie
- Shuǐ Xiān (水仙) – po chińsku Wodny Chochlik, herbata bardzo ciemna, często uprawiana w innych regionach Ānxī (安溪)
- Tiě Guān Yīn lub Ti Kuan Yin (铁观音) – po chińsku: Żelazna Bogini Miłosierdzia, herbata z okręgu Anxi na południu prowincji Fujian, bardzo znana, zaliczana do słynnych chińskich herbat Guangdong (chiń. upr.: 广东省)
- Dān Cōng (单丛) – rodzina ulung w kształcie pasków z prowincji Guangdong. Herbaciany sobowtór, Doppelganger, znany z „umiejętności” imitowania smaków i zapachów różnych kwiatów i owoców takich jak kwiat pomarańczy, orchideę, grejpfruta, migdałowca, kwiat imbiru itd. Jak wskazuje nazwa, herbaty Dancong („pojedynczy krzew”) są klonalne lub jednokrzewowe.

### Tajwan
Uprawa herbaty na Tajwanie rozpoczęła się w połowie XIX wieku. Od tamtej pory wiele herbat uprawianych w prowincji Fujian rośnie również na Tajwanie. Od lat 70. przemysł herbaciany na Tajwanie szybko się rozwinął, wraz z innymi gałęziami tajwańskiej gospodarki. Ze względu na duży krajowy popyt i zakorzenioną kulturę picia herbaty, większość uprawianych tam herbat spożywana jest przez samych Tajwańczyków.
Ze względu na dużą zmienność klimatyczną wyspy, jakość herbaty między poszczególnymi okresami upraw może znacznie się różnić. Pomimo tego, że wyspa jest niewielka, z punktu widzenia geograficznego jest bardzo różnorodna: wysokie strome góry graniczą z nizinnymi wybrzeżami. Dlatego też dzięki różnicom pogody, temperatur, położenia i gleby wygląd, aromat i smak herbaty uprawianej na obszarach górskich na dużych wysokościach stał się niepowtarzalny.
- Dòng Dǐng (凍頂)
- Dong Fang Mei Ren (東方美人茶)
- Alishan (阿里山茶)
- Lishan
- Pouchong (包種茶)

## Parzenie

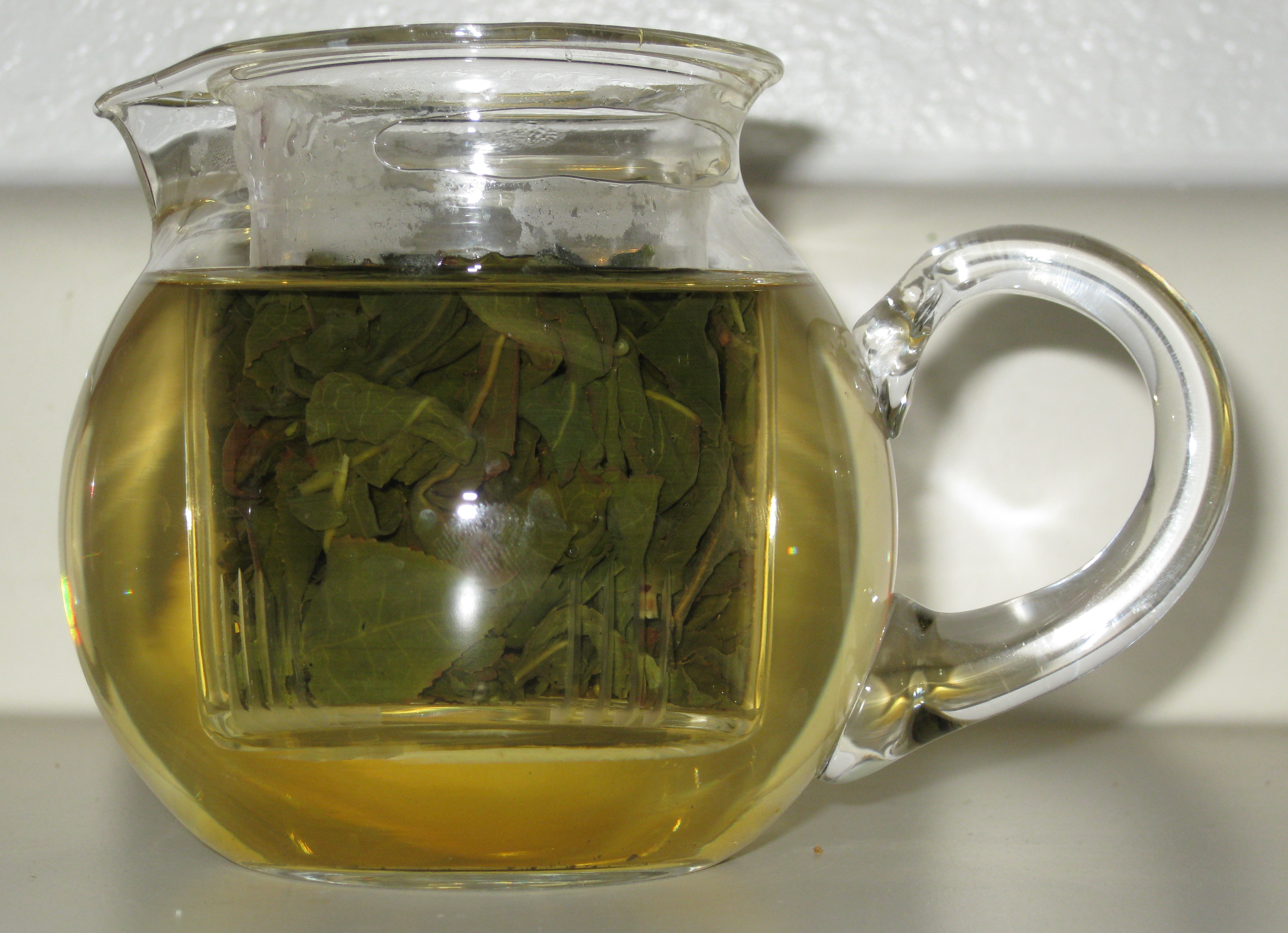
Parząca się herbata ulung

Herbatę można parzyć w ilości ok. 2–3 gramów na 170 mililitrów wody przez około 2–3 minuty. Temperatura wody w przypadku zielonych ulungów powinna mieć ok. 95 °C, w przypadku tych w znacznym stopniu utlenionych ("ciemnych") i długo prażonych ok. 98 °C. Herbatę najpierw płuczemy, zwłaszcza gdy nie mamy pewności, czy liście nie były opryskiwane pestycydami lub nie zawierają pyłów. Pozwala to również „obudzić” liście, szczególnie w przypadku ulungów długo prażonych.
W Chinach do parzenia tej herbaty wykorzystuje się naczynia o pojemności do 300 mililitrów: gaiwan lub czajniczki yixing. Herbatę parzy się w nich w większych ilościach (5–6 gramów na 170 mililitrów wody) przez krótszy okres – pierwsze parzenie od kilkunastu do kilkudziesięciu sekund. Dokładny czas parzenia określamy w zależności od rodzaju ulunga. Ulungi zielone, o niskim stopniu oksydacji, nieprażone (m.in. z Anxi i tajwańskie), za pierwszym razem parzy się długo (około 1–1,5 minuty). Pozwala to mocno zrolowanym liściom w pełni się rozwinąć. Kolejne parzenia są krótkie (20–30 sekund) i stopniowo się je wydłuża (o 10 sekund, później coraz dłużej). W przypadku ulungów, które są mocno utlenione i prażone, parzenia od samego początku są bardzo krótkie. Trwają od kilku-kilkunastu sekund i są stopniowo wydłużane.
Najlepsze ulungi o liściach wysokiej jakości można parzyć wielokrotnie, do kilkunastu (nawet powyżej dwudziestu) razy.
Metodą wykorzystywaną w herbaciarniach, sklepach z herbatami i w domach jest gongfu cha (chiń. upr.: 工夫茶). Oprócz czajniczków yixing lub gaiwanów wykorzystywane są specjalne utensylia (cha dao; chiń. upr.: 茶道), specjalny stół, który odprowadza wodę (cha pan; chiń. upr.: 茶盘), czarki (bardzo często wraz z wenxiangbei; chiń. upr.: 闻香杯), sitko (cha luo; chiń. upr.: 茶漏) i inne. Parzenia są krótkie, które za każdym razem stopniowo się wydłuża.